# Ribeirão Criciuma
Der Ribeirão Criciuma ist ein etwa 29 km langer rechter Nebenfluss des Rio Ivaí im Nordwesten des brasilianischen Bundesstaats Paraná.

## Etymologie
Der Flussname erinnert an die Herkunft der ersten Siedler aus der Stadt Criciúma im Südösten von Santa Catarina. Gegenüber der Mündung des Flusses liegt in der Flussschleife des Rio Ivaí der Distrikt Catarinense des Munizips Cidade Gaúcha, der ebenfalls an die frühere Heimat erinnert.

## Geografie

### Lage
Das Einzugsgebiet des Ribeirão Criciuma befindet sich auf dem Terceiro Planalto Paranaense (Dritte oder Guarapuava-Hochebene von Paraná).

### Verlauf
Sein Quellgebiet liegt auf der Grenze zwischen den beiden Munizipien Amaporã und Planaltina do Paraná auf 383 m Meereshöhe etwa 3 km südöstlich des Hauptorts Planaltina in der Nähe der PR-218.
Der Fluss verläuft in südlicher Richtung. Er bildet in seinem gesamten Verlauf die Grenze zwischen den beiden Munizipien. Er mündet auf 246 m Höhe von rechts in den Rio Ivaí. Er ist etwa 29 km lang.

### Munizipien im Einzugsgebiet
Am Ribeirão Criciuma liegen die zwei Munizipien Amaporã und Planaltina do Paraná.